# Ратковац (Горњи Богићевци)
Ратковац је насељено мјесто у Западној Славонији. Припада општини Горњи Богићевци, у Бродско-посавској жупанији, Република Хрватска.

## Географија
Ратковац се налази 3,5 км сјевероисточно од Горњих Богићеваца.

## Историја
Чинило је општину Ратковац 1865. године - четири села, а број становника износио је 1005 душа. Године 1885. Ратковац је у саставу Новоградишког изборног среза за српски црквено-народни сабор у Карловцима. У њему је тада записано 696 православних Срба.
Ратковац се од распада Југославије до маја 1995. године налазио у Републици Српској Крајини. До територијалне реорганизације насеље се налазило у саставу бивше општине Нова Градишка.

## Становништво
Према попису становништва из 2011. године, насеље Ратковац је имало 208 становника.
| Националност       | 2001. | 1991. | 1981. | 1971. | 1961. |
| Срби               | 26    | 292   | 325   | 329   | 321   |
| Хрвати             | 244   | 2     | 11    | 18    | 12    |
| Југословени        | —     | 7     | 21    |       |       |
| остали и непознато | 5     | 26    | 1     |       |       |
| Укупно             | 275   | 327   | 358   | 347   | 333   |

| Демографија | Демографија | Демографија |
| Година      | Становника  | Становника  |
| ----------- | ----------- | ----------- |
| 1961.       | 333         |             |
| 1971.       | 347         |             |
| 1981.       | 358         |             |
| 1991.       | 327         |             |
| 2001.       | 275         |             |
| 2011.       |             | 208         |

## Попис 1991.
На попису становништва 1991. године, насељено место Ратковац је имало 327 становника, следећег националног састава:
| Попис 1991.‍  | Попис 1991.‍  | Попис 1991.‍ | Попис 1991.‍ | Попис 1991.‍ |
| ------------ | ------------ | ----------- | ----------- | ----------- |
|              |              |             |             |             |
| Срби         | Срби         |             | 292         | 89,29%      |
| Југословени  | Југословени  |             | 7           | 2,14%       |
| Хрвати       | Хрвати       |             | 2           | 0,61%       |
| неопредељени | неопредељени |             | 1           | 0,30%       |
| непознато    | непознато    |             | 25          | 7,64%       |
| укупно: 327  |              |             |             |             |